# Daley Thompson's Star Events
Daley Thompson's Star Events è un videogioco di atletica leggera pubblicato nel 1985 per Commodore 16 dalla Ocean Software. Fa parte di una serie di giochi che utilizzano l'immagine dell'atleta britannico Daley Thompson.
Venne pubblicizzato anche come una "versione speciale" di Daley Thompson's Super Test dello stesso anno e ha la stessa immagine di copertina del precedente Daley Thompson's Decathlon, entrambi usciti per altri computer.
Star Events fu l'unico gioco per Commodore 16 pubblicato dalla Ocean (escludendo quelli usciti con il marchio Imagine Software di sua proprietà). Erano previste anche conversioni per C16 di Kong Strikes Back e Hunchback II, ma non vennero mai realizzate.

## Modalità di gioco
Il gioco permette di affrontare in sequenza 7 discipline, solo in giocatore singolo. Il personaggio del giocatore ha la pelle scura e i baffi e rappresenta Daley Thompson che gareggia da solo. Le discipline sono:
- 100 metri piani
- 110 metri ostacoli
- 400 metri piani
- 200 metri ostacoli
- salto in lungo
- getto del peso
- lancio del giavellotto

Il gioco è diviso in due programmi caricabili separatamente dai due lati della cassetta, corrispondenti a due "giornate", la prima con le quattro discipline di corsa e la seconda con le altre tre. Non è possibile però trasportare i propri risultati da una parte all'altra e accumulare i punteggi.
La prima parte si svolge con sfondo di alberi, la seconda con sfondo di cartelli pubblicitari da stadio, contenenti in-game advertising di aziende reali come WHSmith e Barclays. Anche l'interfaccia sopra e sotto la visuale è differente nelle due parti.
Tutte le discipline mostrano l'atleta di lato, che corre o lancia verso destra, con scorrimento orizzontale. L'azione si basa sempre sullo smanettamento per aumentare la velocità.
Nelle corse è richiesto solo smanettare rapidamente e, se ci sono gli ostacoli, temporizzare bene i salti.
Le discipline di lanci e salto in lungo richiedono, dopo la rincorsa iniziale, di tirare/staccare al momento giusto e regolare precisamente l'angolo verticale, indicato da un rapido scorrere del valore in gradi, che si ferma al rilascio del pulsante/tasto e bisogna cercare di mantenere intorno a 45°.
L'obiettivo primario di ogni disciplina è raggiungere almeno un certo tempo o distanza di qualificazione. Nei salti e nei lanci si hanno a disposizione tre tentativi, nelle corse solo uno.
In caso di riuscita si accumulano punti; in caso di fallimento di una disciplina, nella prima parte si perde una vita e si passa comunque alla disciplina successiva finché si hanno ancora vite, mentre nella seconda parte la partita termina subito.
Sullo schermo vengono sempre visualizzati il numero del tentativo, i punti ottenuti, il record mondiale vero dell'epoca e l'obiettivo di qualificazione.

## Colonna sonora
Nell'introduzione è presente una versione relativamente fedele di Chariots of Fire di Vangelis, realizzata da Martin Galway che era stato da poco assunto a tempo pieno alla Ocean.

## Accoglienza
La rivista tedesca Compute Mit ritenne buoni la grafica, il sonoro e l'attrattiva del gameplay, nonostante il prezzo basso. Citò come svantaggio importante il lungo tempo di caricamento.
Your Commodore apprezzò la sfida e l'animazione, ma recensì una versione preliminare con soltanto le discipline di corsa.